# Trehörningstjärnen (Anundsjö socken, Ångermanland)
Trehörningstjärnen är en sjö i Örnsköldsviks kommun i Ångermanland och ingår i Moälvens huvudavrinningsområde. Sjön är 6,5 meter djup, har en yta på 0,04 kvadratkilometer och befinner sig 234 meter över havet.